# Förutbetald intäkt
En förutbetald intäkt är en interimsskuld som innebär att företaget fått betalt för något i det aktuella året men som helt eller delvis avser prestationer som kommer att utföras först nästa räkenskapsår. Förskottsbetalningen är således en skuld gentemot kunden och utgör en intäkt först när prestationen genomförs.